# Улица Профессора Ивашенцова
У́лица Профе́ссора Ива́шенцова — улица в Центральном районе Санкт-Петербурга. Проходит от Невского проспекта до Миргородской улицы.

## Названия
С 16 апреля 1887 года проезд носил название Золотоно́шская улица по уездному городу Золотоноша в Полтавской губернии (в настоящее время входит в Черкасскую область Украины).
10 сентября 1935 года она получила название улица Ивашенцова — в честь профессора Глеба Александровича Ивашенцова (1883—1933), который с 1922 года до своей смерти в 1933 году работал главным врачом инфекционной больницы им. С. П. Боткина и в 1927—1933 годах являлся заведующим кафедрой инфекционных болезней 1-го Ленинградского медицинского института. В 1957 году название улицы несколько видоизменили, и она стала именоваться улица Профессора Ивашенцова.

## Здания и сооружения
Нечётная сторона:
- дом 5 — отделение санитарной обработки дезинфекционной станции городского центра Госсанэпиднадзора; Центр гигиены и эпидемиологии г. Санкт-Петербурга

## Транспорт
- Метро: «Площадь Александра Невского-1», «Площадь Александра Невского-2» (350 м); «Площадь Восстания» (1100 м)
- Автобус № 58
- Вокзалы: Московский вокзал (950 м)

## Пересечения
- Невский проспект
- Тележная улица
- Миргородская улица